# Tramwaje w Jabloncu nad Nysą

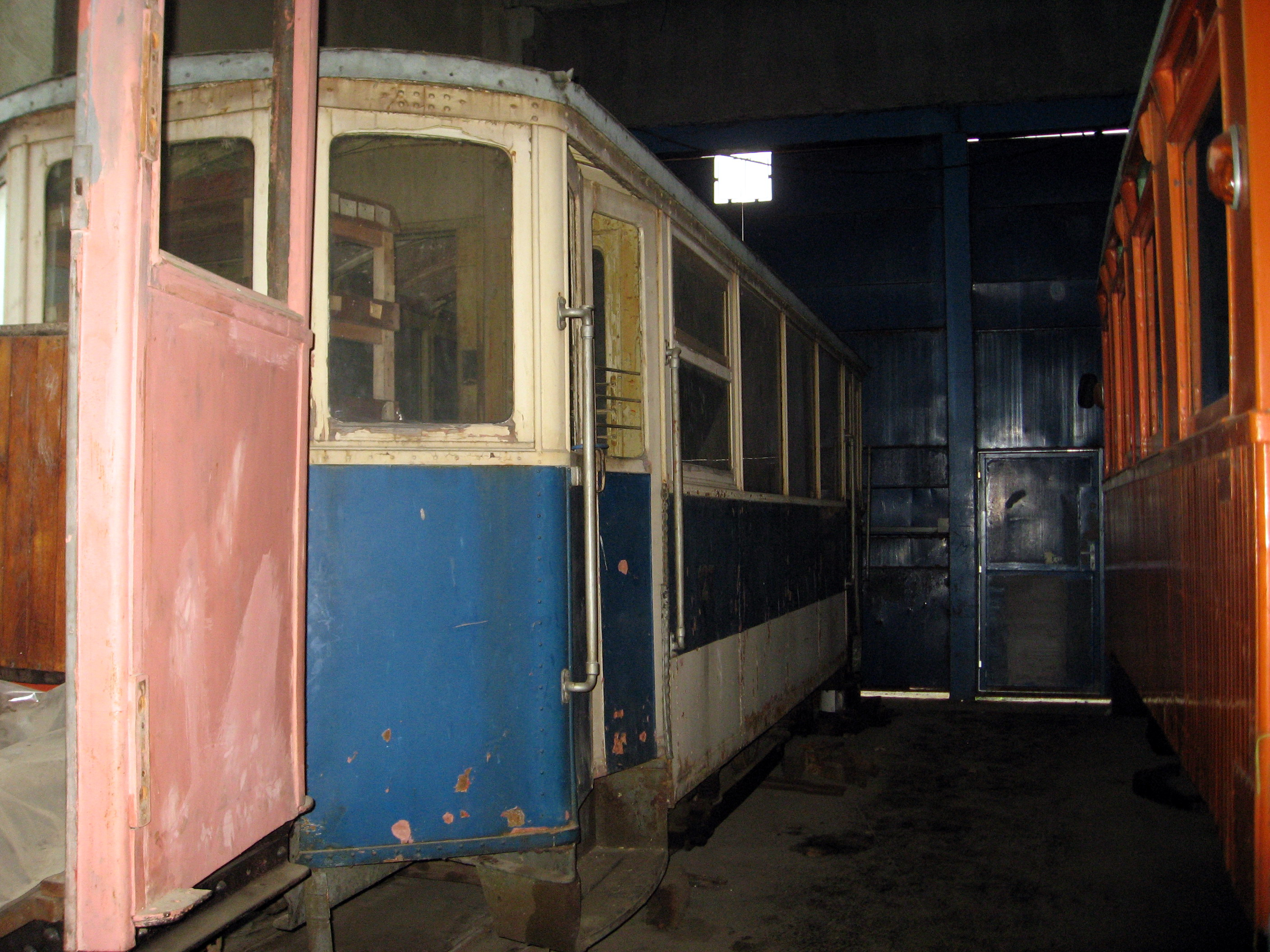
Zachowany tramwaj o nr 44 pochodzący z Jablonca w zbiorach Narodowego Muzeum Techniki w Brnie

Tramwaje w Jabloncu nad Nysą − zlikwidowany system komunikacji tramwajowej w czeskim mieście Jablonec nad Nysą.

## Historia
Pierwszy projekt budowy tramwajów w Jabloncu powstał w 1895, a w 1898 rozpoczęto prace przygotowawcze do budowy linii. Pierwszą linię tramwajową o długości 9,3 km, która połączyła Tržního náměstí z Rychnov otwarto 7 lutego 1900. Zajezdnię wybudowano koło przystanku Pražská. 4 kwietnia otwarto drugą linię o długości 1,7 km na trasie Lípové ulice − Tržní náměstí − Novoveské ulice. 10 kwietnia 1900 otwarto 3 km linię od Lípové ulice do Brandlu. 5 września 1900 otwarto trasę Brandlu − Rýnovice. Odcinek ten miał 2,2 km długości i od 1904 kursowały po nim wyłącznie tramwaje, które przewoziły towary. Także 5 września otwarto trasę z Rýnovice do Janova. Na końcówce Janova znajdowała się mała zajezdnia. W 1900 otwarto także linię o długości 420 m, która połączyła Pražské ulice z dworcem głównym. W 1904 rozpoczęto tramwajami przewozić pocztę. Do tego celu zostało wybudowanych 5 wagonów motorowych, które przeznaczone były tylko do przewozu poczty. 1 września 1904 otwarto linię do końcówki Pasek, którą budowano od czerwca. W 1928 zbudowano nową linię do dworca głównego i zlikwidowano starą trasę. W 1929 rozpoczęto budowę nowej zajezdni tramwajowej Vrkoslavice. W 1940 wstrzymano kursowanie tramwajów na linii Brandl - Měšťanská ulice, a w kwietniu 1945 zakończono przewożenie tramwajami poczty. W 1950 zakończono przewożenie towarów tramwajami oraz zlikwidowano linię od Brandlu do Rýnovic oraz zamknięto zajezdnię Vrkoslavice. W listopadzie 1953 otwarto pierwszą część linii do Liberca, która wówczas kończyła się w Proseč. 15 lutego 1954 linię doprowadzono do miejscowości Vratislavice nad Nisou. 1 stycznia 1955 otwarto ostatni fragment linii doprowadzając ją do Liberca. W 1959 zlikwidowano w Jabloncu linię do końcówki Pasek. 31 marca 1965 wstrzymano kursowanie tramwajów na linii Rychnov − Janov z powodu opadów śniegu. W zamian za komunikację tramwajową na tym odcinku uruchomiono komunikację autobusową. Obecnie jedyną linią tramwajową w Jabloncu jest podmiejska linia tramwajowa z Liberca.
Sieć tramwajowa miała rozstaw toru wynoszący 1000 mm. W swym największym zasięgu miała 33,1 km długości i była obsługiwana przez 5 linii tramwajowych. Łącznie w mieście istniały dwie zajezdnie. Napięcie w sieci wynosiło 600 V DC. 
O tramwajach w Jabloncu przypomina fragment toru na ulicy Kubálkově z pamiątkową tablicą. 

## Tabor

### Wagony silnikowe
Pierwszymi wagonami były tramwaje wyprodukowane przez Graz/AEG w 1900. Oznaczono je nr od 1 do 16. W 1902 wyprodukowano 6 tramwajów, którym nadano nr od 17 do 22. Wagony wyprodukował Graz/Siemens. W 1914 dostarczono jeszcze jeden wagon tych samych producentów, któremu nadano nr 30. W 1925 firmy Ringhoffer i BBC wyprodukowały 10 tramwajów, którym w Jabloncu nadano nr od 50 do 59. W 1930 wyprodukowano dwa dodatkowe wagony, którym nadano nr od 60 do 61. W kolejnych latach dostarczano do Jablonca używane tramwaje wyprodukowane przez Česká Lípa/Škoda w 1952. Wagony pochodziły z Liberca i z Mostu. W 1955 wagonom wyprodukowanym przez Ringhoffer/BBC zostały nadane nowe nr od 100 do 111. 

### Wagony doczepne
Pierwsze wagony doczepne wyprodukowała firma Graz w 1900, było to 10 tramwajów, którym nadano nr od 31 do 40. W 1926 we własnym zakresie zbudowano jeden tramwaj techniczny. W 1930 Ringhoffer wyprodukował 4 nowe tramwaje doczepne, którym nadano nr od 41 do 44. W kolejnych latach otrzymano dwa używane tramwaje (nr 182, 186) wyprodukowane przez Česká Lípa w 1932 oraz dwa tramwaje w 1954 wyprodukowane przez DP Bratislava w 1953. 